# Consid
Consid AB är ett svenskt företag verksamt inom IT-, kommunikation och affärsutveckling som ingår i en koncern med 12 bolag. Företaget har 37 kontor i Sverige, Norge, Danmark och Tyskland, med drygt 2 000 anställda (december 2022). Consids kompetensområden finns bland annat inom innovation, mobilitet, webb, affärskritiska system, digital kommunikation, IT-säkerhet, digital transformation, e-handel och marknadsföring.
År 2021 omsatte bolaget 1,25 miljarder SEK.

## Historik
Bolaget grundades i Vetlanda år 2000 av Peter Hellgren och Henrik Sandell.. 
Consid har utnämnts till Sveriges Bästa Arbetsgivare två år i rad, 2021 och 2022.
Consid har fått utmärkelsen Gasellföretag av Dagens Industri nio år i rad.
Grundarna av Consid, Peter Hellgren och Henrik Sandell, nominerades till "Årets Affärsbragd" av Svenska Dagbladet 2022.
Consid utsågs 2022 till "Årets Karriärföretag" för åttonde året i rad. Företaget har också fått utmärkelsen Sveriges Superföretag av Veckans Affärer och kreditvärdighetsföretaget Bisnode..